# Кутинска река
Кутинска река протиче кроз Заплање односно општине Гаџин Хан и Нишка Бања у Нишавском округу. Извире на Сувој планини и дугачка је око 40 km. Улива се у реку Нишаву као њена лева притока код насеља Никола Тесла. У  најширем смислу она припада сливу реке Нишаве, односно Јужне Мораве, затим Велике Мораве, Дунава, па самим тим и Црноморском сливу.

## Притоке
Кутинска река има неколико притока. Код села Драговље са леве стране улива се Драговска река, у месту Доњи Душник као лева притока улива се Бела река. Коларнички поток (лева) и поток Бучан (десна) уливају се код места Краставче, док код Марине Кутине, Кутинска река прима Гркињску реку. Најдужа од свих је Чагровачка река, која се улива у Кутинску реку са десне стране код Гаџиног Хана.

## Остала имена
У свом горњем току ова река се зове Драгошница. Око 18км пре ушћа, код Марине Кутине, мења име у Кутинска река. Након тога протиче и кроз места Прокопова Кутина (данас Гаџин Хан), Драшкова Кутина (данас Тасковићи) и Еминова Кутина (данас Прва Кутина), те отуда име.